# エチオピアのメディア
エチオピアのメディア（英語: Mass media in Ethiopia）は、テレビ、ラジオ、インターネットから成り立っている。これらはエチオピア政府の管理下にあるもののほか、民間の新聞や雑誌もある。

## 概要

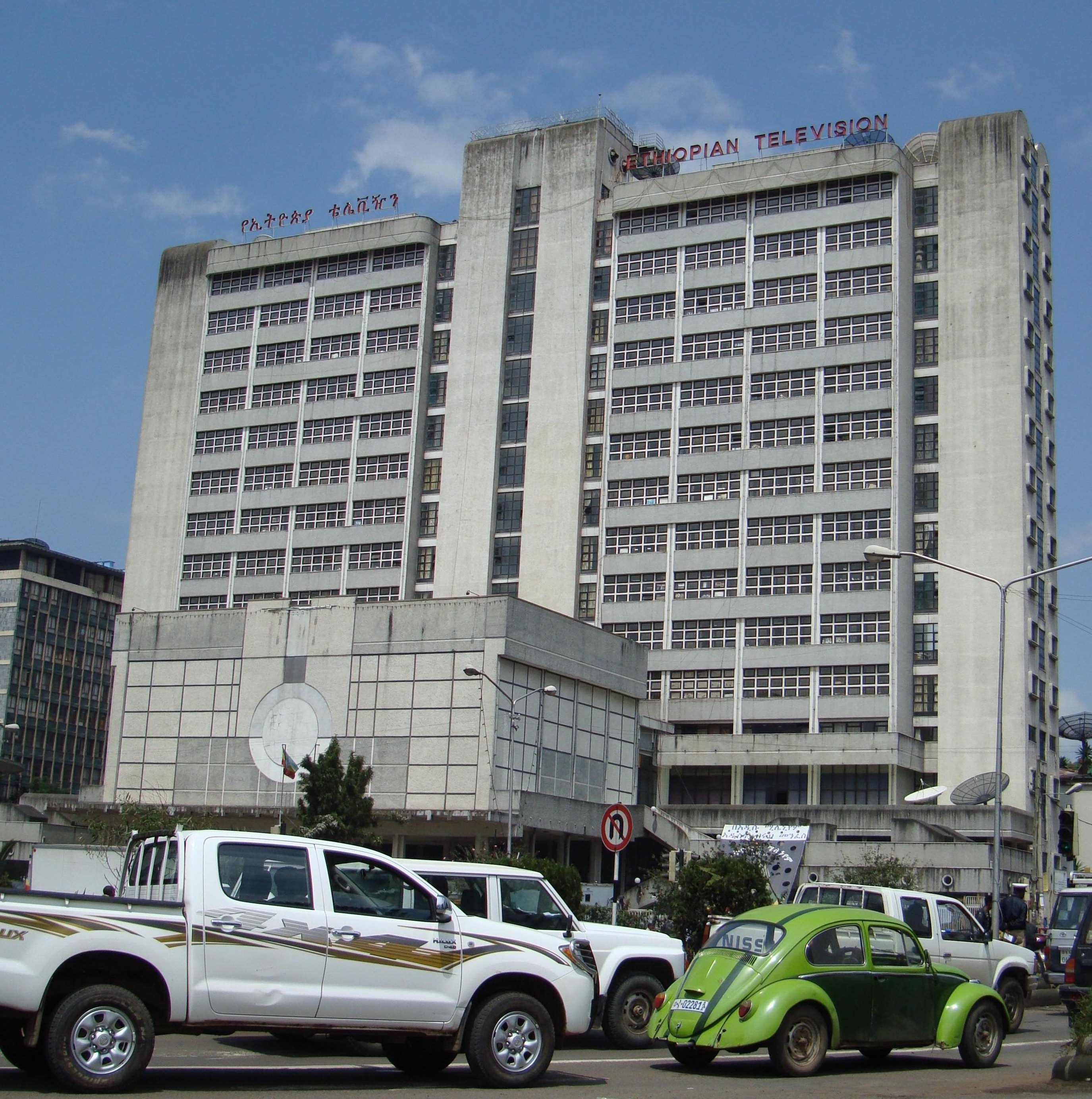
アディスアベバのエチオピア放送会館。

エチオピアでは10のラジオ放送局（AM8局、短波2局）が免許を持って運営されている。主なラジオ放送局には、民間局のラジオ・ファナ（または「トーチ」）、ラジオ・ボイス・オブ・ワン・フリー・エチオピア、ボイス・オブ・ザ・レボリューション・オブ・ティグライなどがある。地上波（放送）テレビネットワークは国営で、EBC（24時間放送）やその他の地方局（アディスTV、TVオロミヤ、アムハラTVなど）がある 。
政府の方針に従い、ラジオ放送はアムハラ語、アファアン・オロモ語、ティグリニャ語など、さまざまな言語で行われている。また、エチオピアでは情報や娯楽を得るための一般的な手段である動画共有ウェブサイトも数多く存在する。
衛星放送はエチオピアで長年にわたり非常に人気があり、エチオピアのテレビ業界では選択肢が少ないため、人々は英語やアラビア語で外国のチャンネルを視聴することが多かった。長年、エチオピアで唯一の民間衛星チャンネルはEBS TV（2008年設立）だった。しかし、2016年以降、エチオピア市場にサービスを提供するいくつかの新しい衛星チャンネルが、主要な現地言語であるアムハラ語で放送を開始した。
これらの新しいチャンネルの多くはインフォテインメントに重点を置いていたが、これはこの種の番組が過去にほとんどなかったためである。これらのチャンネルで最も人気があるのはKana TVで、エチオピアで非常に人気のある吹き替えの外国ドラマを視聴者に提供することに重点を置いていた。エチオピア内戦の終結以来、民間の新聞や雑誌が登場し始め、メディア市場のこの分野は、政府による厳しい規制とエチオピア経済の浮き沈みにもかかわらず、成長を続けている。
国内の現政権からの圧力が強まっているにもかかわらず、はるかに裕福で国際的なエチオピア人海外移住者は、エチオピアにおける報道の自由を推進する運動に協力しており、アムハラ語と英語の両方でオンラインとオフラインの両方のニュースサービスを通じて、多くの国外コミュニティのニーズにも応えている。